# リン郡 (テキサス州)
リン郡（リンぐん、英: Lynn County）は、アメリカ合衆国テキサス州の北部に位置する郡である。2010年国勢調査での人口は5,915人であり、2000年の6,550人から9.7％減少した。郡庁所在地はタホカ市（人口2,673人）であり、同郡で人口最大の町でもある。リン郡は1876年に設立され、郡名は、テキサス革命の軍人で、アラモの戦いで殺されたと考えられているウィリアム・リンに因んで名付けられた。リン郡は州内に30ある禁酒郡（ドライ）の1つである。
リン郡には、オドネル市にあり、俳優ダン・ブロッカーの部屋があるオドネル歴史遺産博物館と、タホカ市にあるタホカ・パイオニア博物館の2つがある。

## 歴史

### インディアン

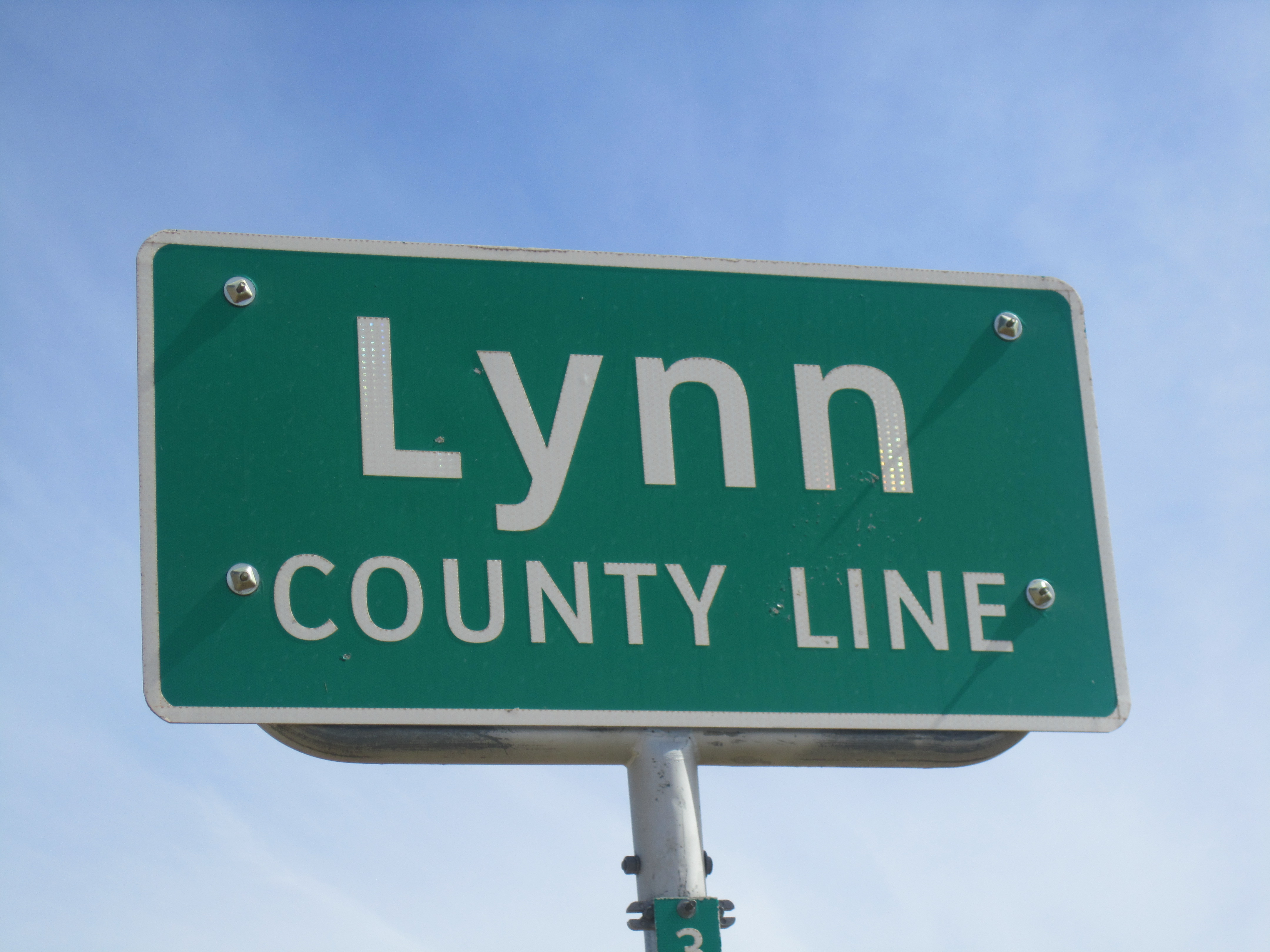
郡境の標識

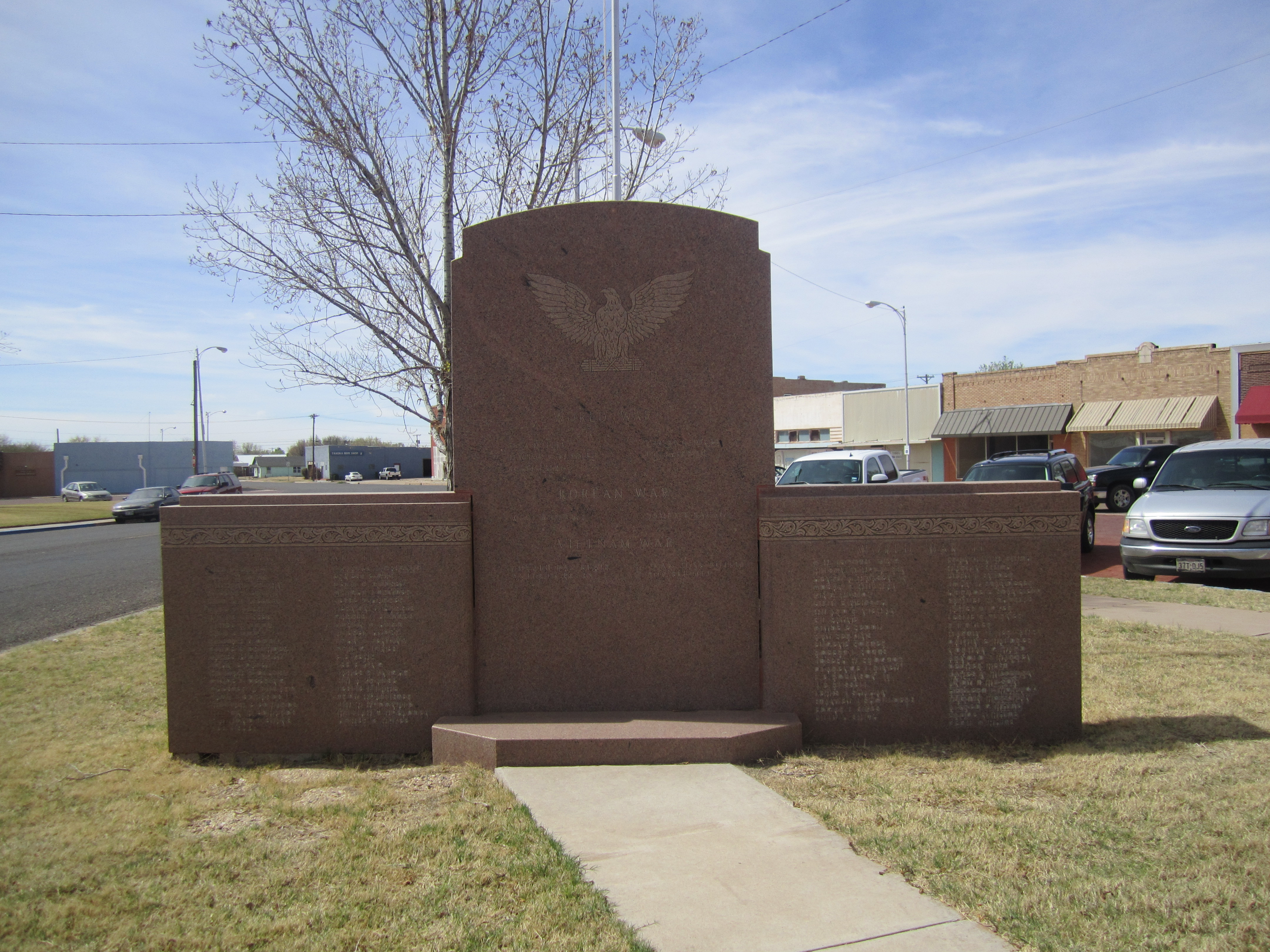
リン郡庁舎前の退役兵記念碑

19世紀より前はアパッチ族とコマンチ族インディアンが高原を徘徊していたが、19世紀に入って何度かの軍事遠征によって追い出された。
1874年のレッド川戦争は、白人開拓者にこの地域を開放するために、アメリカ陸軍がテキサス州のアパッチ族、コマンチ族、カイオワ族インディアンを排除し、居留地に押し込めようとした作戦だった。1877年、ノーラン遠征隊がコマンチ族の無法者によって盗まれた家畜を捜索してリン郡を横切った。狩猟者によってバッファローの群れが激減したために、白人開拓者が入ってくるまでに、様々なインディアン部族はこの地を立ち去っていた。

### 開拓者
1880年代初期、羊と牛の牧畜業者が郡内で牧場を始めた。郡内に大規模な牧場が広がって、状況は変わって行った。
フォートワースのW・C・ヤングとイリノイ州のアイルランド系アメリカ人ベン・ガルブレイスがガルザ郡北西部にカリーコム牧場を設立した。1880年までにそれがリン郡まで広がってきた。ガルザ郡のスクエア・アンド・コンパス牧場もリン郡の中に入ってきた。
1880年以後の20年間も人口の少ない牧場地帯のままだった。1880年に町は無く、人口は9人、1890年で24人、1900年では17人だった。その後農夫が入り始め、トウモロコシ、穀類、綿花を栽培した。

### 郡の設立
リン郡は1876年にベア郡から分かれて設立されて設立された。1903年になって組織化され、タホカの町が郡庁所在地になった。
20世紀の始めに多くの新しい町が造られた。オドネルは鉄道員トム・J・オドネルに因んで名付けられ、リン郡南部とドーソン郡北部の新しい農地に解放するべく投機事業として1910年に設立された。タホカから13マイル (21 km) 北東のウィルソンは1912年に設立されて、ディキシー牧場の新しく解放された土地に農夫を誘致した。テキサス中央部にいた多くのドイツ人が郡内の土地を購入し、小規模のドイツ系移民が始まり、1950年代まで続いた。
20世紀初期は綿花栽培が繁栄した。農家は後にコムギやソルガムの栽培も始めた。さらに牛、羊、豚および鶏や七面鳥を飼育した。
1950年に郡内で石油が発見された。1983年までの累計石油生産量は 10,612,550 バーレル (1,687,261 m³) になった。

## 地理
アメリカ合衆国国勢調査局に拠れば、郡域全面積は893平方マイル (2,313 km2)であり、このうち陸地891平方マイル (2,308 km2)、水域は2平方マイル (5 km2)で水域率は0.18％である。

### 特徴的な地形
- キャップロック断崖 - リン郡の東端
- ブラゾス川ダブルマウンテン支流 - ドロー、レッドワイン、グラスランドの間の小さな窪みから始まっている
- ダブル湖 - タホカの北西
- ガスリー湖 - タホカの南西
- タホカ湖 - タホカの北東

### 主要高規格道路
- アメリカ国道87号線
- アメリカ国道380号線

### 隣接する郡
- ラボック郡 - 北
- ガルザ郡 - 東
- ボーデン郡 - 南東
- ドーソン郡 - 南
- テリー郡 - 西

## 人口動態
以下は2000年の国勢調査による人口統計データである。
| 基礎データ - 人口: 6,550人 - 世帯数: 2,354 世帯 - 家族数: 1,777 家族 - 人口密度: 3人/km2（7人/mi2） - 住居数: 2,671軒 - 住居密度: 1軒/km2（3軒/mi2） 人種別人口構成 - 白人: 75.53% - アフリカン・アメリカン: 2.84% - ネイティブ・アメリカン: 1.02% - アジア人: 0.15% - その他の人種: 18.24% - 混血: 2.21% - ヒスパニック・ラテン系: 44.63% 年齢別人口構成 - 18歳未満: 31.2% - 18-24歳: 7.8% - 25-44歳: 26.0% - 45-64歳: 21.0% - 65歳以上: 14.0% - 年齢の中央値: 35歳 - 性比（女性100人あたり男性の人口） - 総人口: 99.6 - 18歳以上: 93.8 | 世帯と家族（対世帯数） - 18歳未満の子供がいる: 38.9% - 結婚・同居している夫婦: 61.0% - 未婚・離婚・死別女性が世帯主: 11.1% - 非家族世帯: 24.5% - 単身世帯: 23.1% - 65歳以上の老人1人暮らし: 12.1% - 平均構成人数 - 世帯: 2.76人 - 家族: 3.25人 収入と家計 - 収入の中央値 - 世帯: 26,694米ドル - 家族: 33,146米ドル - 性別 - 男性: 27,972米ドル - 女性: 19,531米ドル - 人口1人あたり収入: 14,090米ドル - 貧困線以下 - 対人口: 22.6% - 対家族数: 19.3% - 18歳未満: 28.0% - 65歳以上: 24.4% |

## メディア
リン郡では週刊新聞1紙、AMとFMのラジオ各1局、さらにラボック市のラジオとテレビが視聴できる。タホカで免許が降りているFMラジオ2局はラボック市に事務所があり、リン郡内で制作される番組はほとんど無い。

## 都市と町
- グラスランド、未編入の町
- ニューホーム
- オドネル
- タホカ - 郡庁所在地
- ウェイサイド、未編入の町
- ウィルソン

## 著名な住人
- ダン・ブロッカー、俳優
- フィル・ハードバーガー、政治家、サンアントニオ市長
- E・L・ショート、政治家、テキサス州議会下院および上院議員